# Pomorzany
Pomorzany (deutsch Pommerensdorf) ist ein Stadtteil von Stettin und befindet sich im Stadtbezirk Zachód (West) südlich der Altstadt auf dem westlichen Ufer der Oder. Im 19. Jahrhundert entwickelte sich das kleine Dorf zu einem bedeutenden Industriestandort. Hier wurde 1879 das Städtische Krankenhaus Stettin errichtet, das als eines der modernsten Krankenhäuser in Europa galt. Wegen der Industrie war Pommerensdorf während des Zweiten Weltkriegs das Ziel zahlreicher Luftangriffe, wobei die meisten Betriebe und Wohngebäude zerstört wurden. Pomorzany bildet immer noch das wichtige Industrie-, Handels- und Dienstleistungszentrum Stettins.

## Geographische Lage

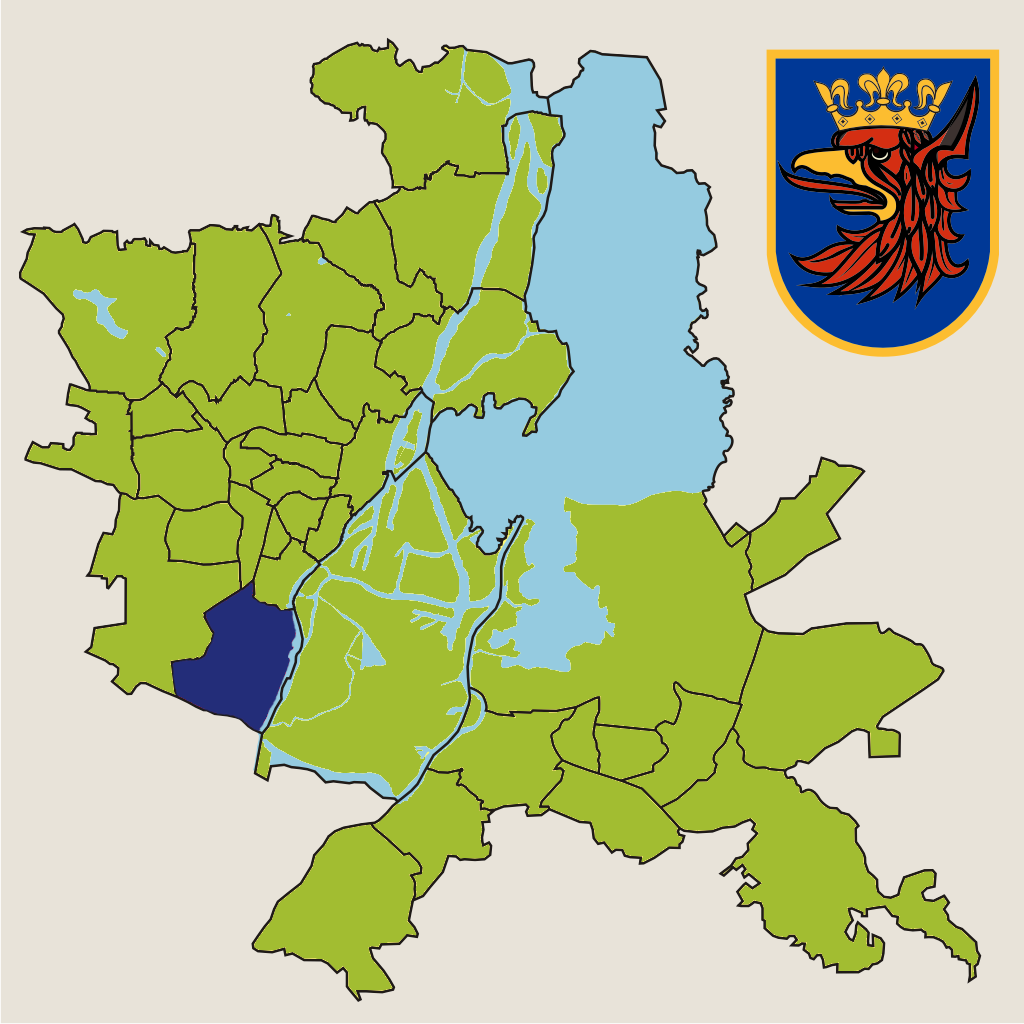
Stadtteil Pomorzany in Stettin

Der Stadtteil befindet sich südlich der Stadtmitte von Stettin am westlichen Ufer der Oder. Benachbarte Stettiner Stadtteile sind im Westen Gumieńce (Scheune), im Nordwesten Turzyn (Torney) und im Norden die Stettiner Neustadt. Entlang der Oder schließt sich im Süden außerhalb der Stettiner Stadtgrenzen das Dorf Ustowo (Güstow) an.
Pommerensdorf war Endbahnhof der heute stillgelegten Kleinbahn Casekow–Penkun–Oder.

## Geschichte

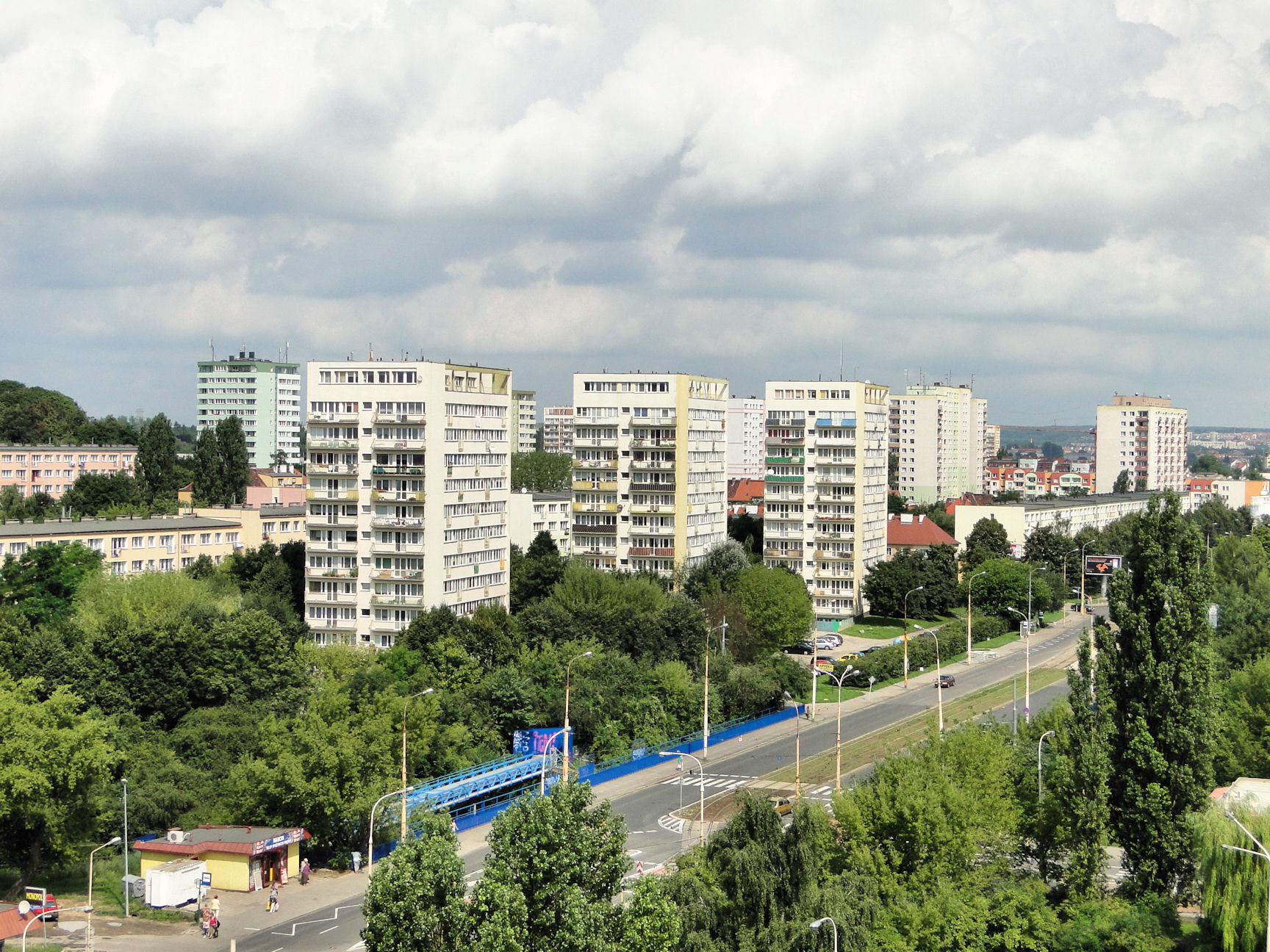
Ortsbild (2010)

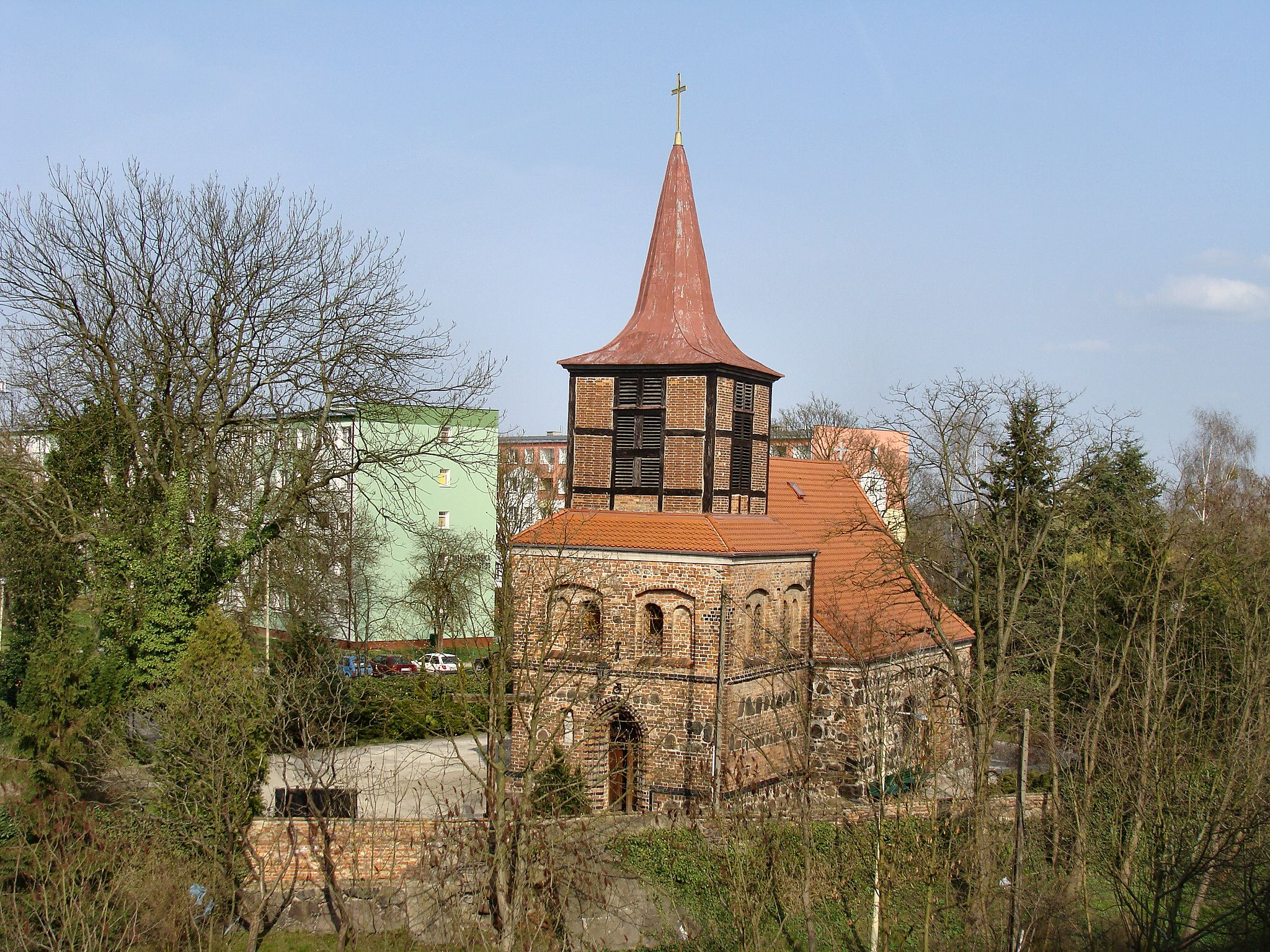
Dorfkirche (2009)

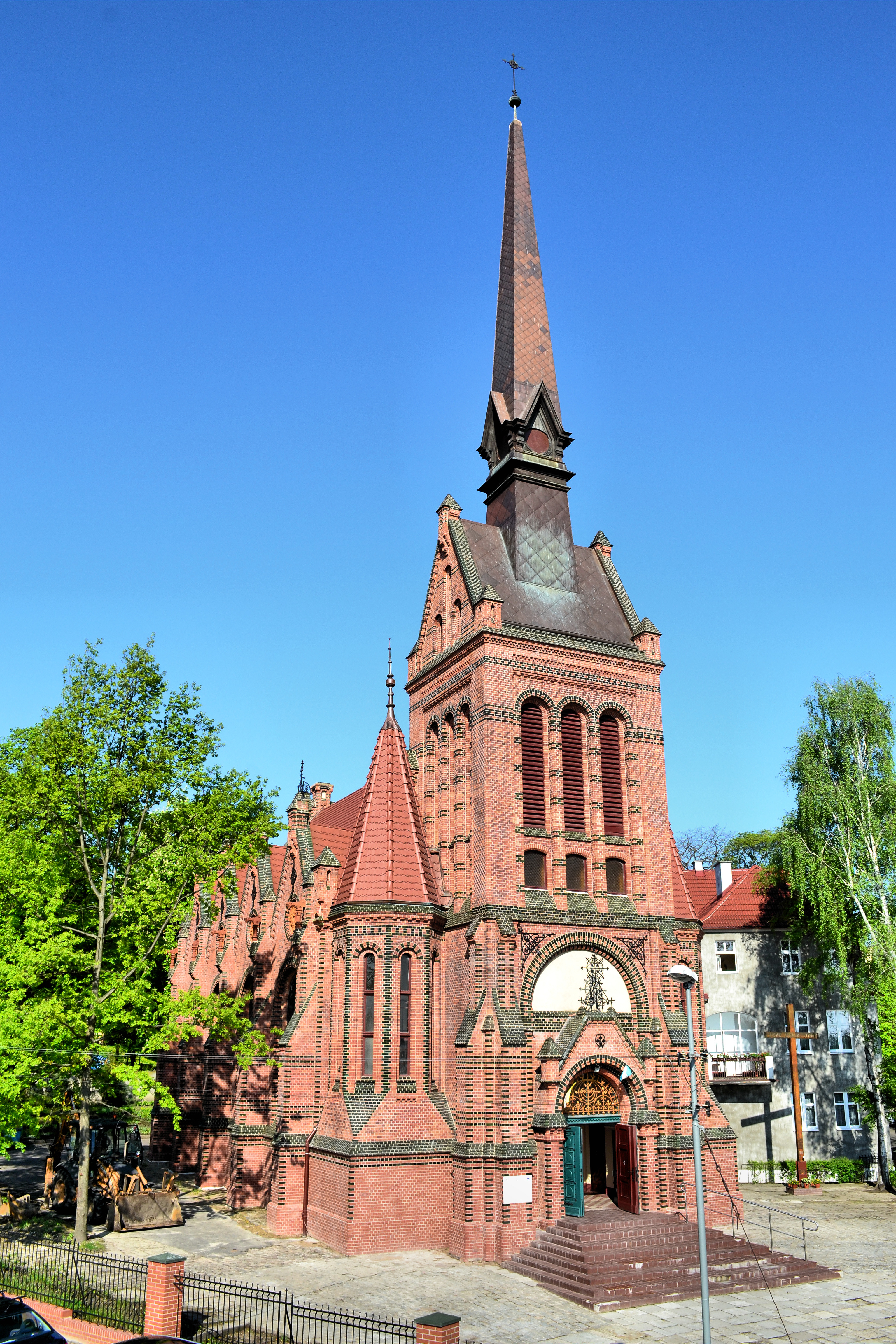
St.-Joseph-Kirche

Die ersten Spuren der menschlichen Tätigkeit im Bereich des heutigen Bezirks Pommerensdorf sind mit der ersten Periode des Neolithikums verbunden. Aus der II. Periode der Bronzezeit stammt die Speerspitze aus Bronze. Die nächste Siedlung und der Leichenverbrennungsfriedhof funktionierten hier in der halstättischen Periode der Lausitzer Kultur. Aus der Periode der Römischen Einflüsse entdeckte man vier Siedlungen und einen Siedlungspunkt. Die Stabilisierung der Siedlung datiert man hier seit dem frühen Mittelalter – seit dem 8. Jahrhundert unserer Zeitrechnung.
Das Dorf wurde zum ersten Mal in einer Urkunde des Herzogs Barnim I. vom 8. Mai 1253 unter dem Namen Pomerenstorp erwähnt. Die Ortschaft wurde wahrscheinlich bereits im 12. Jahrhundert von deutschen Einwanderern besiedelt, die dafür den Wald rodeten. Es war ein typisches Angerdorf mit dem Anger in der Mitte; um ihn herum waren die Höfe angeordnet. Im Oktober 1253 verkaufte Barnim I. das Dorf an die Stadt Stettin.
1271 überreichte er der Stadt das Dorf Pommerensdorf. Der Herzog übergab das Dorf mit allen seinen Berechtigungen, samt der Kirche, dem Gerichtswesen, dem Krug, dem Gewässer und verschiedenen Gebühren.
1560 verpachtete die Stadt dieses Dorf. Nach den Aufzeichnungen des Jahres 1571 betrug die Pacht für Pommerensdorf in Getreide 3.725 Taler und die Stadt zog die Zahlung vom Pommerensdorf jedes Jahr am Tag des Heiligen Martins, d. h. am 11. November, ein.
Zur Zeit der schwedischen Landesaufnahme im Mai 1693 wohnten in Pommerensdorf acht Bauern, zwei Kossaten, ein nicht näher bestimmter Landwirt und zwei Tagelöhner. Außerdem gab es noch den Verwalterhof (Gutshof) mit neun Hufen sowie die Kirche. Der Pfarrer Gotvalt Misner wohnte jedoch in Stettin.
Im Zuge der Stein-Hardenbergschen Reformen wurde 1816 die Gutsuntertänigkeit der Pommerensdorfer Bauern gegenüber der Stadt Stettin aufgehoben und die Bauern wurden zu Grundeigentümern des von ihnen bewirtschafteten Bodens. Pommerensdorf wurde eine selbständige Dorfgemeinde.
Bei der Übertragung des Grundbesitzes im Jahr 1818 und im Anschluss an den regulatorischen Rezess vom 5. Mai 1822 erhielt Stadt als Abfindung von Pommerensdorf 912 Morgen Land von den Bauernfeldern. Auf diesem städtischen Grundstück wurden 1822 die sogenannten Pommerensdorfer Anlagen angelegt – ein neues Dorf zwischen dem alten Pommerensdorf und der Stettiner Neustadt gelegen. 1864 wurden die Pommerensdorfer Anlagen nach Stettin eingemeindet. Diese Siedlung wurde damals zum Stadtrand Stettins und die Einwohner übernahmen sowohl Belastungen als auch Rechte der Stettiner. 1872 wurden die Pommerensdorfer Anlagen aus dem 23. Bezirk ausgegliedert und bildeten mit Galgwiese den 24. Stadtbezirk.
1896 wurde der MTV Pommerensdorf gegründet. Die Fußballabteilung des MTV Pommerensdorf wurde 1937/38 und 1938/39 Vizemeister der Gauliga Pommern.
In den 1920er Jahren wurden neue Häuser im Bereich der Siedlung Kosakenberg gebaut. Pommerensdorf gehört bis 1939 innerhalb der Provinz Pommern zum Kreis Randow. Am 15. Oktober 1939 wurde der damals 5641 Einwohner zählende Ort Pommerensdorf im Rahmen des Groß-Stettin-Gesetzes nach Stettin eingemeindet. Seitdem ist die Geschichte von Pommerensdorf ein Teil der Geschichte der Stadt Stettin.
Während des Zweiten Weltkrieges wurde durch das Märkische Elektrizitätswerk das Kraftwerk Pommerensdorf errichtet, welches für 50 MW, später für 200 MW Leistung ausgelegt wurde.
Während des Zweiten Weltkriegs wurden in der Nähe der großen Industriegebiete in Pommerensdorf einige große Lager für ausländische Zwangsarbeiter angelegt. Weil Pommerensdorf zu den am stärksten industrialisierten Teilen Stettins gehörte, wurde dieser Stadtteil das Ziel der Luftangriffe der Alliierten. Am 20. April 1943 wurde größere Teil der Wohngebiete bei einem massiven Bombenangriff zerstört.

### Demographie
| Jahr | Einwohner | Anmerkungen |
| ---- | --------- | --- |
| 1890 | 2363      | [ 12 ] |
| 1905 | 4111      | in der großen chemischen Fabrik 1513 Arbeiter                                                                           |
| 1910 | 4576      | am 1. Dezember |
| 1925 | 4989      | davon 4718 Evangelische, 44 Katholiken, fünf Juden, 55 ohne Glaubensbekenntnis und 167 Einwohner unbekannter Konfession |
| 1933 | 5423      | [ 12 ] |
| 1939 | 5641      | [ 12 ] |

## Sehenswürdigkeiten
- Dorfkirche, jetzige Maximilian-Maria-Kolbe-Kirche, spätgotischer Backsteinbau mit Glockenstube aus Fachwerk
- St.-Joseph-Kirche, neugotischer Backsteinbau, erbaut von 1890 bis 1893 nach Entwurf des Architekten Max Drechsler (1857–1892)